# Territorio autónomo

Países con al menos un territorio autónomo.

Un territorio autónomo, entidad territorial autónoma  (también denominada área autónoma, zona, entidad, unidad, región, república, subdivisión, provincia o territorio) es una división administrativa subnacional  de un Estado soberano que tiene peculiares condiciones económicas, sociales, culturales o de composición étnica o nacional diferenciada de la población y al cual la autoridad externa de la que depende le reconoce determinado grado de autonomía en cuanto a su gobierno, leyes y políticas de la jurisdicción y ciertos derechos y libertades específicos. Estos territorios generalmente son los terrenos con minoría de algunas etnias, que cuentan con su propio idioma y sistema jurídico separado del país.
Tim Potier señala que la autonomía territorial debe entenderse como el medio por el cual una autoridad, sujeta a otra autoridad superior tiene la oportunidad de determinar, separadamente de esa autoridad, las funciones específicas que le ha confiado, por esa autoridad, para el bienestar general de aquellos ante quienes es responsable.
Marc Weller y Stefan Wolff definen la autonomía como el poder legalmente arraigado de las comunidades para ejercer funciones de política pública, legislativa, ejecutiva, judicial o adjudicativa, independientemente de otras fuentes de autoridad en el estado, pero sujeto al orden legal general del estado. La idea básica que subyace al concepto particular de autonomía territorial, es que la entidad autónoma se define en términos territoriales.

## Países con Territorios Autónomos

### América

#### Canadá
- Territorios del Noroeste
- Yukón
- Nunavut

#### Estados Unidos
- Soberanía tribal en los Estados Unidos
- Islas Marianas del Norte Ubicado geográficamente en Micronesia, Oceanía.
- Puerto Rico

#### Nicaragua
- Región Autónoma de la Costa Caribe Norte
- Región Autónoma de la Costa Caribe Sur

#### Panamá
- Comarca Guna Yala
- Comarca Emberá-Wounaan
- Madugandí
- Comarca Ngäbe-Buglé
- Wargandí
- Comarca Naso Tjër Di

#### Bolivia
- Territorio indígena originario campesino de Bolivia

#### Chile
- Archipiélago Juan Fernández
- Rapa Nui (Isla de Pascua) Ubicado Geográficamente en Polinesia, Oceanía.

### Asia

#### Myanmar
- Zonas Autoadministradas de Myanmar

#### República Popular China
- Región Autónoma del Tíbet
- Hong Kong
- Macao
- Sinkiang

#### Corea del Sur
- Provincia de Jeju
- Sejong (ciudad)

#### India
- Delhi

#### Indonesia
- Región Especial de Yogyakarta
- Provincia de Aceh
- Yakarta

#### Irak
- Región de Kurdistán

### Europa

#### Azerbaiyán
- República Autónoma de Najicheván

#### Bosnia y Herzegovina
- Distrito de Brčko
- República Srpska

#### Dinamarca
- Islas Feroe
- Groenlandia

#### España
Comunidades Autónomas
- Andalucía
- Aragón
- Principado de Asturias
- Islas Baleares
- Canarias Ubicado geográficamente en África
- Cantabria
- Castilla-La Mancha
- Castilla y León
- Cataluña
- Comunidad Valenciana
- Extremadura
- Galicia
- La Rioja
- Comunidad de Madrid
- Región de Murcia
- País Vasco

Comunidad Foral
- Comunidad Foral de Navarra

Ciudades Autónomas
- Ceuta Ubicado geográficamente en África
- Melilla Ubicado geográficamente en África

#### Finlandia
- Åland

#### Francia
Colectividades de Ultramar
- Polinesia Francesa Ubicado geográficamente en Oceanía
- San Pedro y Miquelón Ubicado geográficamente en América
- San Martín Ubicado geográficamente en América
- San Bartolomé Ubicado geográficamente en América
- Wallis y Futuna Ubicado geográficamente en Oceanía

Comunidad de Ultramar Sui Géneris 
- Nueva Caledonia Ubicado geográficamente en Oceanía

#### Georgia
- República Autónoma de Abjasia
- Ayaria

#### Grecia
- Monte Athos

#### Italia
- Cerdeña
- Friul-Venecia Julia
- Sicilia
- Trentino-Alto Adigio
- Valle de Aosta

#### Moldavia
- Gagauzia
- Stânga Nistrului Controlada de facto por  Transnistria (estado con reconocimiento limitado)

#### Países Bajos
Países Constitutivos
- Aruba Ubicado geográficamente en América
- Curazao Ubicado geográficamente en América
- San Martín Ubicado geográficamente en América

Municipios Especiales
- Bonaire Ubicado geográficamente en América
- San Eustaquio Ubicado geográficamente en América
- Isla de Saba Ubicado geográficamente en América

#### Portugal
- Madeira Ubicado geográficamente en África
- Azores Ubicado geográficamente en Océano Atlántico

#### Reino Unido
Naciones Constituyentes
- Inglaterra
- Escocia
- Gales
- Irlanda del Norte

Dependencias de la Corona
- Guernsey
- Jersey
- Isla de Man

#### Rusia
- Óblast autónomo Hebreo
- Distritos autónomos de Rusia
- Repúblicas de Rusia

#### Serbia
- Belgrado
- Voivodina
- Kosovo y Metojia

#### Ucrania
- República Autónoma de Crimea
- Kiev
- Sebastopol

### Oceanía

#### Australia
- Isla Norfolk
- Isla de Navidad
- Isla Cocos

#### Nueva Zelanda
- Islas Cook
- Niue